# Patrick Friesacher
Patrick Friesacher (né le 20 septembre 1980 à Wolfsberg) est un pilote automobile autrichien.

## Biographie
Natif de Wolfsberg, Patrick Friesacher découvre dès sa jeunesse les joies des sports mécaniques avec le moto-cross et le karting. Il accroche deux fois la troisième place du championnat d'Autriche de karting (1991 et 1992) avant de participer à des compétitions internationales entre 1993 et 1997. À l'occasion d'une course de karting en Autriche, il a un sérieux accident lui infligeant six semaines d'hôpital puis sept semaines en fauteuil roulant.
Patrick Friesacher rejoint la France en 1998 pour participer aux formules écoles françaises. Il termine troisième sur la saison de Filière Renault et connaît la promotion en « Formule 3 B » en 1999 avant de rejoindre le championnat allemand de Formule 3 en 2000. Le pilote autrichien passe en Formule 3000 en 2001 avec l'écurie Red Bull Racing Junior. Il court deux saisons pour cette écurie en Formule 3000 (2001-2002), puis rejoint l'écurie Coloni en 2003 avant de s'engager chez Super Nova en 2004, toujours en F3000. Après seulement quatre courses chez Super Nova, Friesacher revient chez Coloni. Durant ces quatre saisons en F3000, il gagne deux courses, toutes deux sur le Hungaroring en 2003 et 2004.
En novembre 2004, Patrick Friesacher effectue des tests de Formule 1 pour l'écurie Scuderia Minardi et est promu pilote titulaire en Formule 1 le 14 février 2005,. Il dispute son premier Grand Prix de Formule 1 le 6 mars 2005 en Australie et termine à la dix-septième et dernière place. Après une première moitié de saison difficile, il parvient néanmoins à faire jeu égal avec son coéquipier, le Néerlandais Christijan Albers. Il marque les points de la sixième place (sur seulement six partants) au Grand Prix des États-Unis puis est remplacé par le Néerlandais Robert Doornbos à l'issue du Grand Prix de Grande-Bretagne.
En 2006, il court en A1 GP, sans grande réussite.
En 2008, il participe à l'American Le Mans Series 2008

## Résultats en championnat du monde de Formule 1
| Saison | Écurie          | Châssis    | Moteur       | Pneus       | GP disputés | Points inscrits | Classement |
| ------ | --------------- | ---------- | ------------ | ----------- | ----------- | --------------- | ---------- |
| 2005   | Minardi F1 Team | PS04B PS05 | Cosworth V10 | Bridgestone | 11          | 3               | 21e        |

| 2005          | Minardi Cosworth | Scuderia Minardi PS04B | Cosworth V10 | AUS 17 | MAL Abd. | BHR 12 |          |          |          |        |          |       |          |        |     |     |     |     |     |     |     |     | 21e | 3 |
| 2005          | Minardi Cosworth | Minardi PS05           | Cosworth V10 |        |          |        | SMR Abd. | ESP Abd. | MON Abd. | EUR 18 | CAN Abd. | USA 6 | FRA Abd. | GBR 19 | GER | HUN | TUR | ITA | BEL | BRA | JPN | CHN | 21e | 3 |
| Légende : ici |                  |                        |              |        |          |        |          |          |          |        |          |       |          |        |     |     |     |     |     |     |     |     |     |   |